# Permabooks
Permabooks, créé en 1948, était une division de la maison d'édition américaine Doubleday spécialisée dans les livres de poche. Les livres étaient publiés à Long Island, tandis que les bureaux étaient situés à Manhattan.

## Couverture de livre

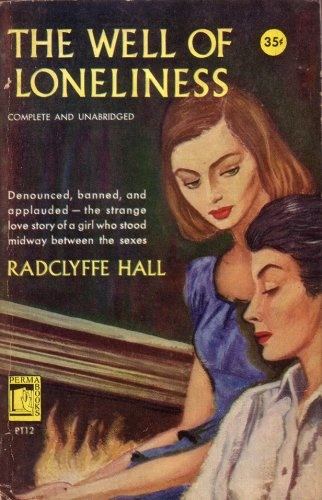
The Well Of Loneliness par Radclyffe Hall, 1951
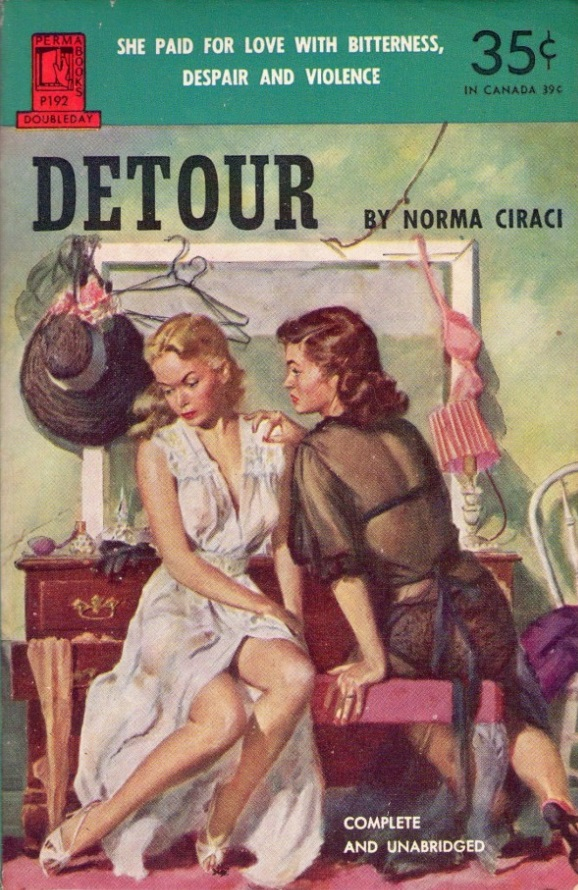
Detour par Norma Ciraci, 1952
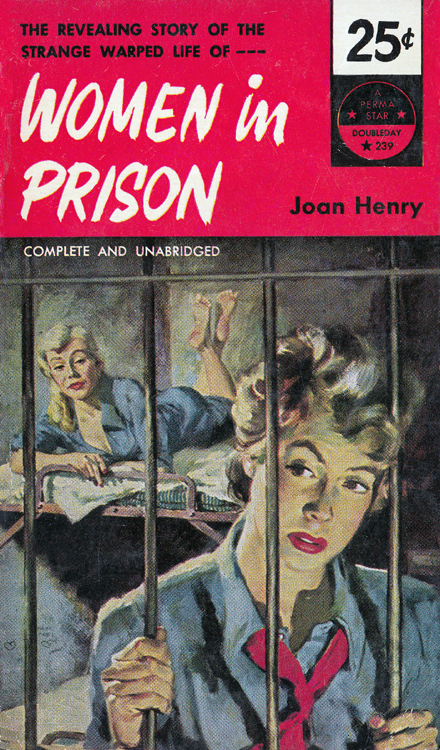
Women in Prison par Joan Henry, 1953
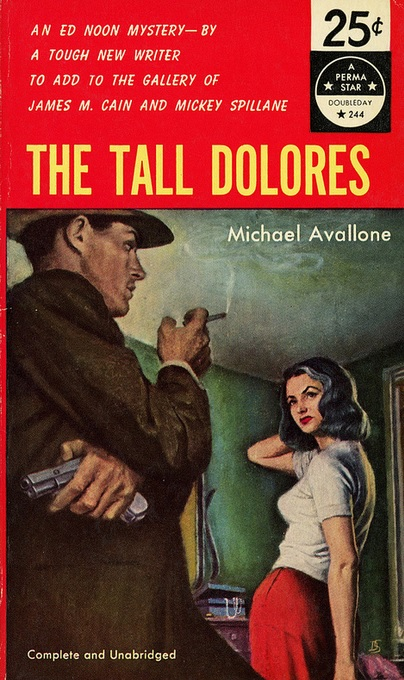
The Tall Dolores par Michael Avallone, 1954